# Schmalspurbahn Fieni–Pietroșița–Moroeni
| Pietroșița, 2017 |                         |                                        |                                        |
| Streckenverlauf westlich der Normalspur- Bahnstrecke Titu–Târgoviște–Pietroșița |                         |                                        |                                        |
| Spurweite: | 760 mm (Bosnische Spur) |                                        |                                        |
| |                         |                                        |                                        |
| \| \| 15,0 \| Moroeni \| Moroeni \| \| \| 7,5 \| Pietroșița \| Pietroșița \| \| \| \| Țâța \| \| \| \| \| DJ715 \| \| \| \| 3,4 \| Țepeș Vodă h. \| Țepeș Vodă h. \| \| \| 0,0 \| Fieni \| Fieni \| \| \| \| Bahnstrecke Titu–Târgoviște–Pietroșița \| \| |                         |                                        |                                        |
| Kopfbahnhof Streckenanfang | 15,0                    | Moroeni                                | Moroeni                                |
| Haltepunkt / Haltestelle · Kopfbahnhof Streckenanfang | 7,5                     | Pietroșița                             | Pietroșița                             |
| Brücke über Wasserlauf · Brücke über Wasserlauf |                         | Țâța                                   | Țâța                                   |
| Bahnübergang · Bahnübergang |                         | DJ715                                  | DJ715                                  |
| Haltepunkt / Haltestelle · Haltepunkt / Haltestelle | 3,4                     | Țepeș Vodă h.                          | Țepeș Vodă h.                          |
| Kopfbahnhof Streckenende · Haltepunkt / Haltestelle | 0,0                     | Fieni                                  | Fieni                                  |
| Strecke |                         | Bahnstrecke Titu–Târgoviște–Pietroșița | Bahnstrecke Titu–Târgoviște–Pietroșița |

Die Schmalspurbahn Fieni–Pietroșița–Moroeni ist eine nicht elektrifizierte Schmalspurbahn, die von der Căile Ferate Române parallel und in Verlängerung zur normalspurigen Bahnstrecke Titu–Târgoviște–Pietroșița nordwestlich von Bukarest in Rumänien zum Transport von Kalkstein und anderen Rohstoffen für die Zementherstellung betrieben wird.

## Streckenbeschreibung
Die 15,0 km lange Strecke mit einer Spurweite von 760 mm wurde 1920 als Wald- und Feldbahn verlegt. Sie führt vom Steinbruch in Pucheni über Moroeni und Petroşiţa zu einem Zementwerk in Fieni. Früher wurden außer Kalkstein auch Langholz und andere Güter transportiert, stattdessen werden für Holz- und Gütertransport heutzutage Lastwagen eingesetzt.
Der Betrieb wird mit Diesellokomotiven der Baureihe FAUR L45H durchgeführt, die Züge mit ca. 15 Selbstentladewagen ziehen. Die Bahn ist nach wie vor wirtschaftlich, obwohl die Instandhaltung der Gleise und die Ersatzteilbeschaffung für die Fahrzeuge aufwendig sind, z. B. um die Lokomotiven mit neuen Motoren auszustatten.

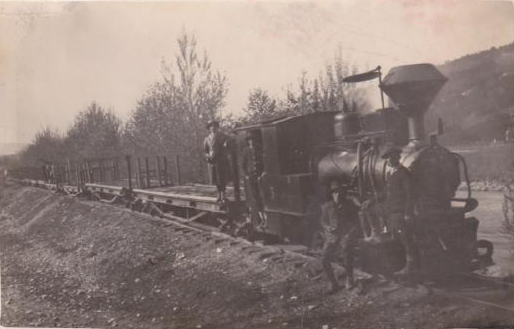
Waldbahn, 1938
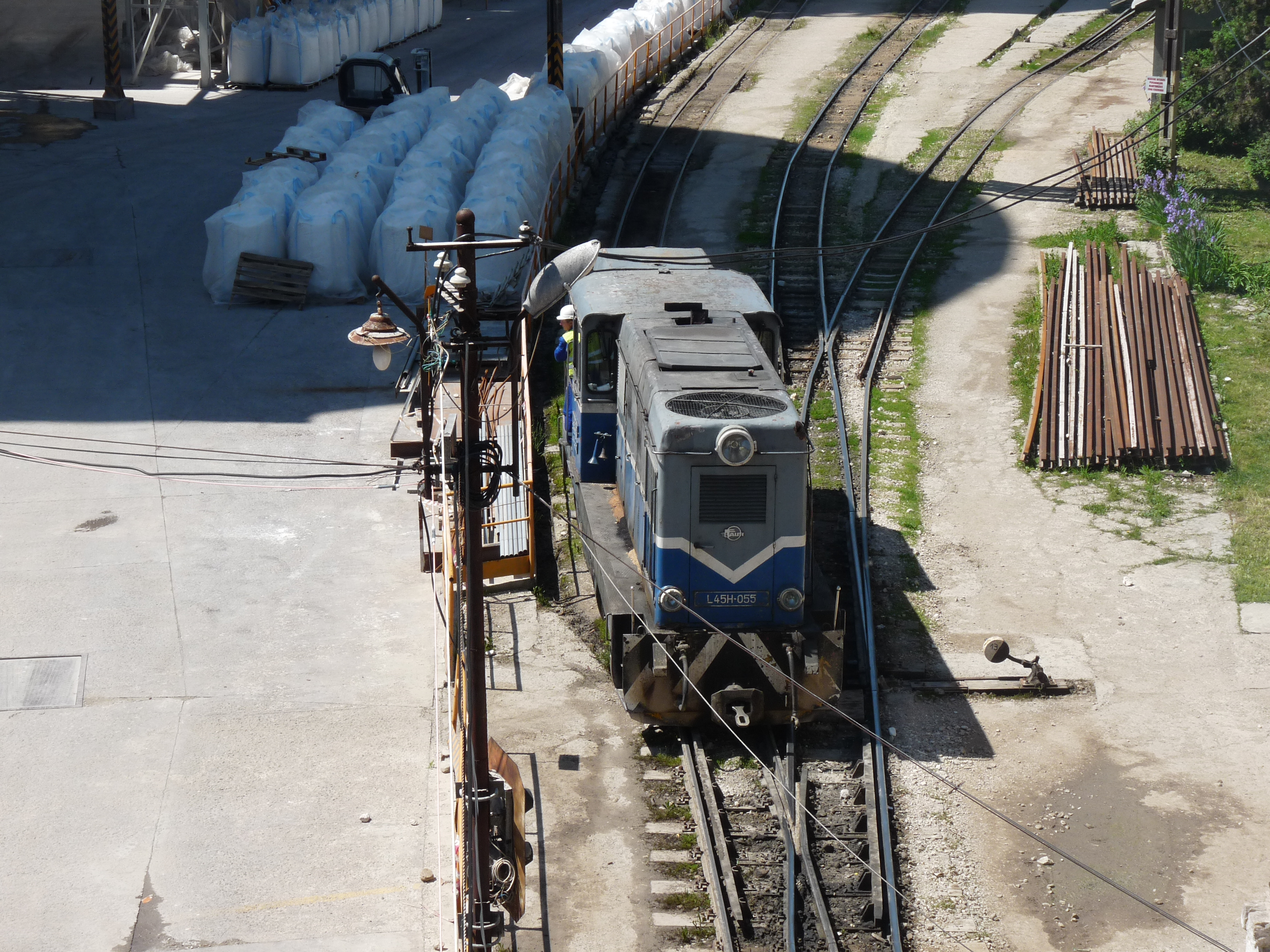
Schmalspurlok in Fieni, 2017
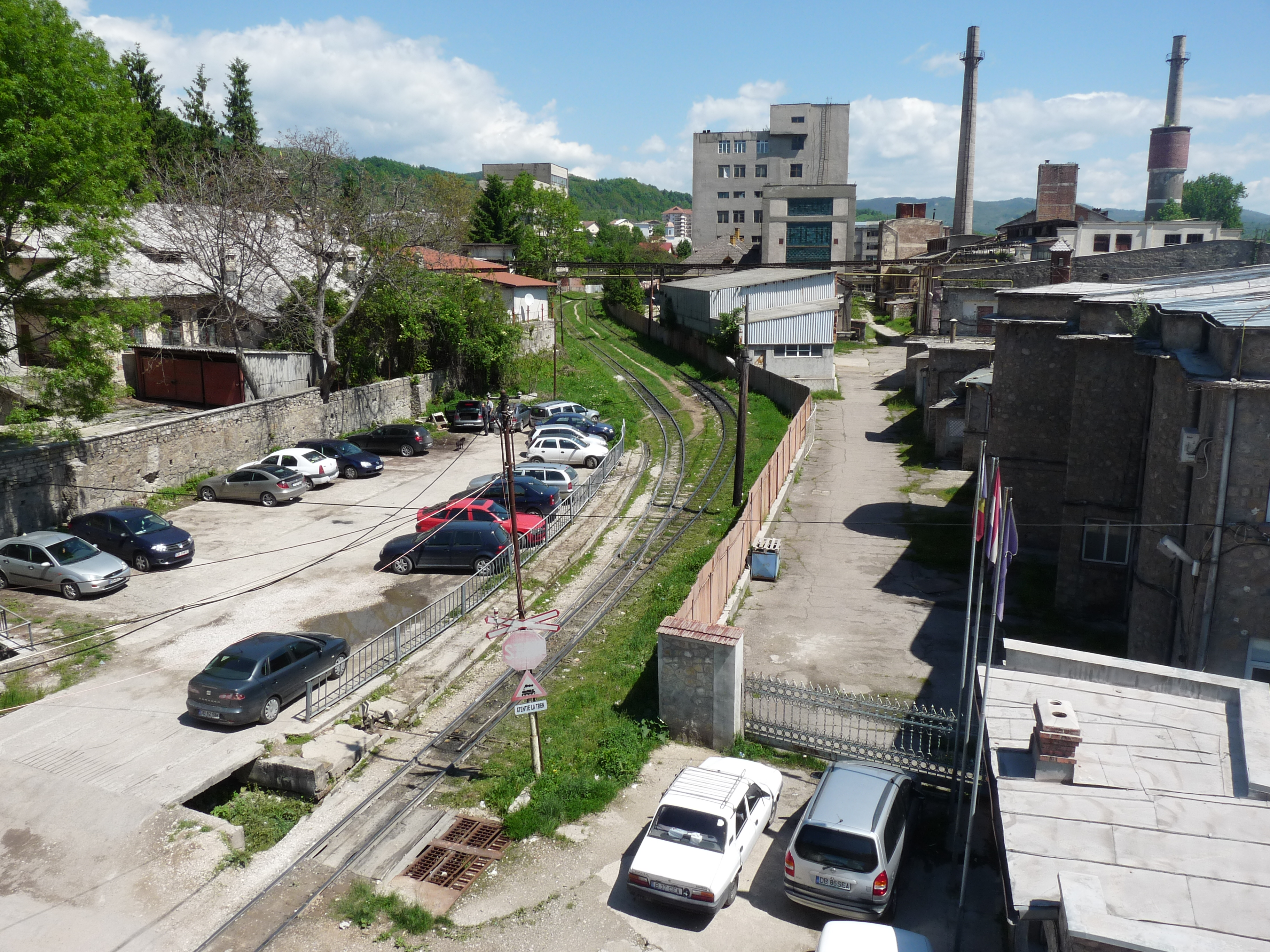
Schmalspurbahn in Fieni, 2017
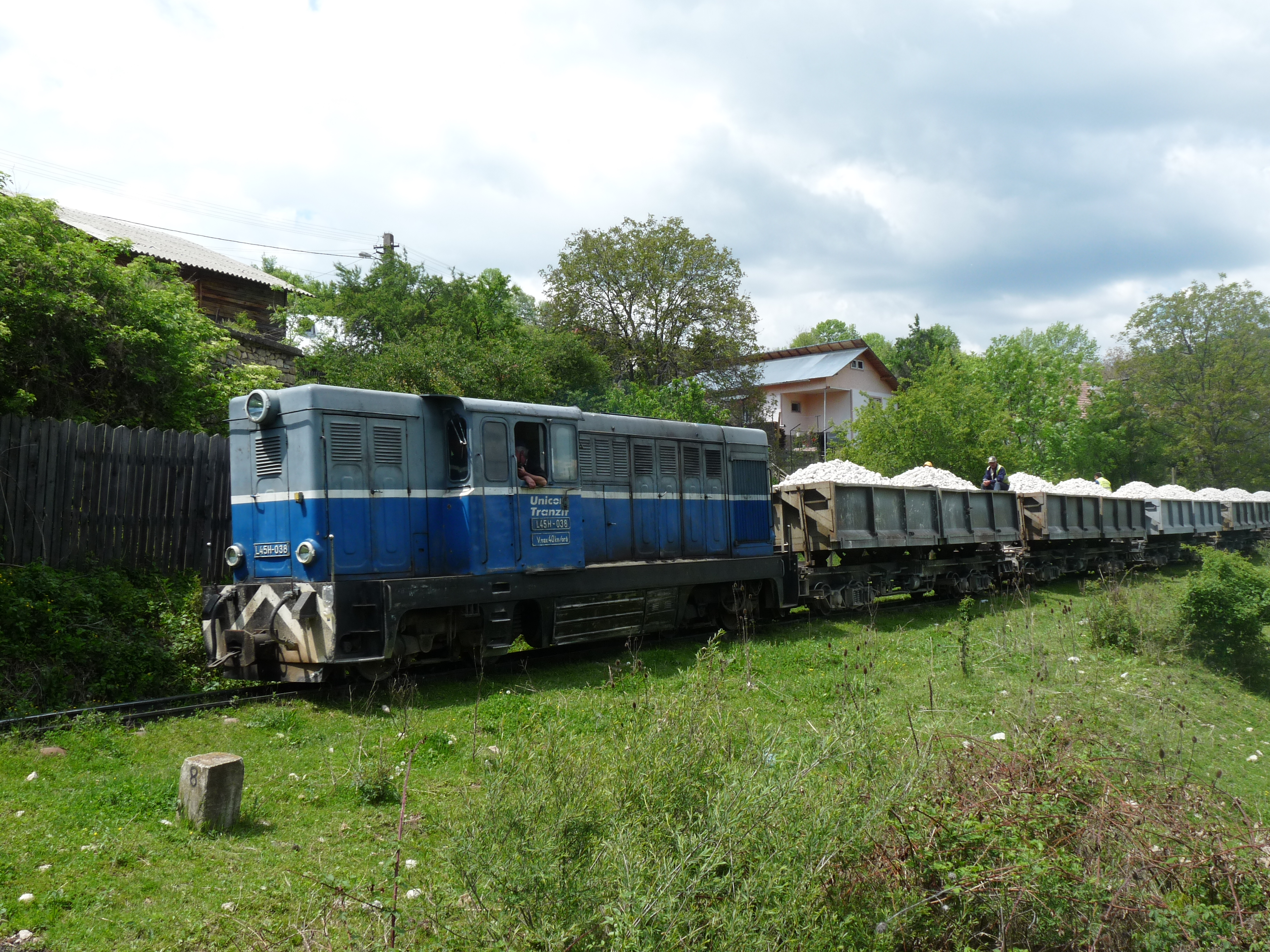
Diesellok bei Pietroșița, 2017